# Era solo un sogno/Le ombre
Era solo un sogno/Le ombre sono i due brani contenuti nel primo 45 giri del cantautore Edoardo Bennato.

## Il disco
Bennato si accosta sin da piccolo alla musica, da un lato spinto dalla mamma, che invoglia i figli a suonare, dall'altro dal rock'n'roll, che lo influenza sin dal suo arrivo in Italia, anche grazie ai soldati americani di stanza a Napoli (in particolare il giovane Edoardo è colpito da Paul Anka, Chuck Berry e Neil Sedaka; altri influssi su Bennato sono alcuni cantanti napoletani come Renato Carosone, Aurelio Fierro e, soprattutto per il modo di cantare, Peppino Di Capri.
Nel 1965 Bennato si diploma presso il Liceo Artistico di Napoli, e decide di trasferirsi a Milano per frequentare la facoltà di architettura, ma anche per mettersi in contatto con il mondo della discografia: con questo obiettivo, su suggerimento della madre, contatta la Dischi Ricordi, di cui è direttore artistico Vincenzo Micocci, che è interessato all'artista.
Ma Micocci decide di ritornare a Roma e di fondare la Parade (insieme a Carlo Rossi e Ennio Morricone), per cui Bennato viene messo sotto contratto da questa etichetta, per cui incide il primo 45 giri, Era solo un sogno/Le ombre.
Inizialmente Micocci cerca di proporre Era solo un sogno a Bobby Solo ma, fallendo l'operazione, decide di farla incidere allo stesso Bennato. Sul retro viene inserita la canzone Le ombre, dove Edoardo suona l'armonica, diventando così il primo cantante italiano in assoluto a suonare questo strumento; entrambe le canzoni vengono scritte per quel che riguarda il testo insieme a Alessandro Portelli, professore di letteratura angloamericana all'Università La Sapienza di Roma ed esperto musicologo.
In copertina vi è una foto di un giovanissimo Bennato seduto, mentre nella foto del retro Bennato ha la sua tracolla con l'armonica a bocca che diventerà negli anni seguenti uno dei suoi marchi di fabbrica, la produzione è curata da Gianni Dell'Orso, che alla Siae risulta essere coautore delle musiche, pur non essendo il suo nome riportato sull'etichetta.
Il disco viene registrato il 25 ottobre negli studi Dirmaphon di via Pola a Roma ed è pubblicato nel novembre del 1966, non riscuote il successo sperato, e diventa quindi molto richiesto dai collezionisti per la sua rarità, in seguito Era solo un sogno è stata ristampata in alcune compilation, anche su CD, mentre Le ombre è rimasta inedita fino a oggi.

## Tracce
1. Era solo un sogno - 2'46"
2. Le ombre - 3'27"